# Црква Вазнесења Господњег у Медвеђи
Црква Вазнесења Господњег у Медвеђи, насељеном месту на територији општине Медвеђа, православни је храм који припада Епархији нишкој Српске православне цркве.
Црква посвећена Вазнесењу Господњем, подигнута је 1886. године на темељима старијег храма. Осветио је епископ нишки Никанор Ружичић. Обновљена је 1995. године, када је на цркви дограђен и звоник. У црквеној порти налази се и парохијски дом.